# Platygaster gaia
Platygaster gaia är en stekelart som beskrevs av Peter Neerup Buhl 2004. Platygaster gaia ingår i släktet Platygaster och familjen gallmyggesteklar. Inga underarter finns listade i Catalogue of Life.